# Smalbladet sølvblad
Smalbladet sølvblad (Elaeagnus angustifolia) er et lille, løvfældende træ eller en stor busk. Nektarmængden er kun lige tilstrækkelig til, at bierne kan overleve at besøge arten. Planten er stærkt salttolerant.

## Beskrivelse
Væksten er bred og uregelmæssig, ofte flerstammet. Hovedgrenene er vandrette til opstigende. Barken er først hvid med et tæt hårlag. Senere bliver den blank og rødbrun med lyse korkporer. På samme tid vil aborterede sideskud være omdannet til stive torne. Gamle grene og stammen får til sidst en gråbrun bark, som strimler op på langs.
Knopperne er spredte, tæt behårede og uden egentlige knopskæl. Bladene er smalt ovale med grågrøn overside og sølvhvid underside. Blomstringen sker i juni, hvor der ses talrige, gule blomster i bladhjørnerne. Frugterne er sølvgrå, behårede stenfrugter med stribet kerne.
Rodnettet består af en dybtgående pælerod med et stærkt forgrenet siderodnet. Træet har samliv med en slægt af strålesvampe (Frankenia), som danner N-samlende knolde på rødderne. Rodvæksten indledes før løvspring og afsluttes først efter løvfald.
Højde x bredde og årlig tilvækst: 8 x 8 m (35 x 35 cm/år).

## Hjemsted
Træet er udbredt på lysåbne, tørre og meget vinterkolde stepper fra Østrig i nordvest over Lilleasien og Kaukasus til Altajbjergene og Gobiørkenen i sydøst. Arten tåler et højt indhold af salt i jorden. Dens undergrænse for pH i jorden ligger på 6. Derimod er den ikke kræsen med jordtypen og kan tåle oversvømmelse og tilslemning. Den vokser bedst på lysåbne steder med en jord, som er veldrænet og sandet eller leret. Den tåler betydelig tørke, men foretrækker floddale og -bredder, hvor grundvandet står forholdsvist højt. Den tåler temperaturer mellem -45° C og +46° C, og den kan findes fra havniveau og op til 3.438 m højde.
I Centralasien er naboplanterne bl.a. Populus pruinosa og flere andre arter af tørketålende buske og træer, f.eks. Perovskia. Kelkitdalen ligger i Anatolien, og det er ca. 45 km vest for Bayburt, hvor nedslidte skovtyper er udbredt på de nordvendte skråninger. Disse skove er resultatet af, at de oprindelige fyrreskove er forsvundet. Langs floden Kelkit er vegetationen tilpasset den større fugtighed, og her vokser arten sammen med bl.a. almindelig brunelle, almindelig rajgræs, calabrisk fyr, duneg, engriflet hvidtjørn, frynseeg, græsk ene, græsk træranke, hunderose, krimfyr, kyskhedstræ, Rubus canescens (en art af brombær), skarpbladet asparges, skovfyr, strandloppeurt, Tamarix smyrnensis (en art af tamarisk) og Torillis arvensis (en art af randfrø)
- Vækstform
- Elaeagnus angustifolia - Museum specimen